# ماریلین دبیول
ماریلین دبیول (به فرانسوی: Maryline Desbiolles) نویسنده قرن بیستم میلادی اهل فرانسه است.
او در 2001 برندۀ جایزه آنا دو نوآی شده است.